# 2-Nitronaphthalin
2-Nitronaphthalin ist eine chemische Verbindung aus der Gruppe der aromatischen Nitroverbindungen. Es ist ein farbloser Feststoff.

## Vorkommen
2-Nitronaphthalin kommt in geringer Konzentration in Dieselmotor- und Industrieabgasen, sowie in Verbrennungsrückständen von Holz (bei unvollständiger Verbrennung von organischem Material) vor.

## Darstellung
2-Nitronaphthalin wird durch Reaktion von Naphthalin mit Nitriersäure gewonnen, wobei es allerdings als Nebenprodukt entsteht. Hauptprodukt ist das 1-Nitronaphthalin. Bei technischen Prozessen beträgt das Produktverhältnis > 95 % (1-Nitronaphthalin) zu < 4,5 % (2-Nitronaphthalin).

## Verwendung
2-Nitronaphthalin wird zur Herstellung von 2-Naphthylamin, von Farbstoffen und Schädlingsbekämpfungsmitteln verwendet.

## Sicherheitshinweise
Stäube von 2-Nitronaphthalin können mit Luft explosionsfähige Gemische bilden. Im Tierversuch ist 2-Nitronaphthalin schwach, aber eindeutig krebserzeugend.